# Anita Berber
Anita Berber (Lipsia, 10 giugno 1899 – Berlino, 10 novembre 1928) è stata una ballerina, attrice e scrittrice tedesca, vissuta nel periodo della Repubblica di Weimar e ritratta da Otto Dix nel celebre dipinto "La ballerina Anita Berber".

## Biografia
Nata da genitori bohemién (un'artista di cabaret e un violinista) presto divorziati, viene cresciuta dalla nonna a Dresda. Durante l'adolescenza intraprende studi di danza sotto la direzione di Rita Sacchetto ed Émile Jaques-Dalcroze.

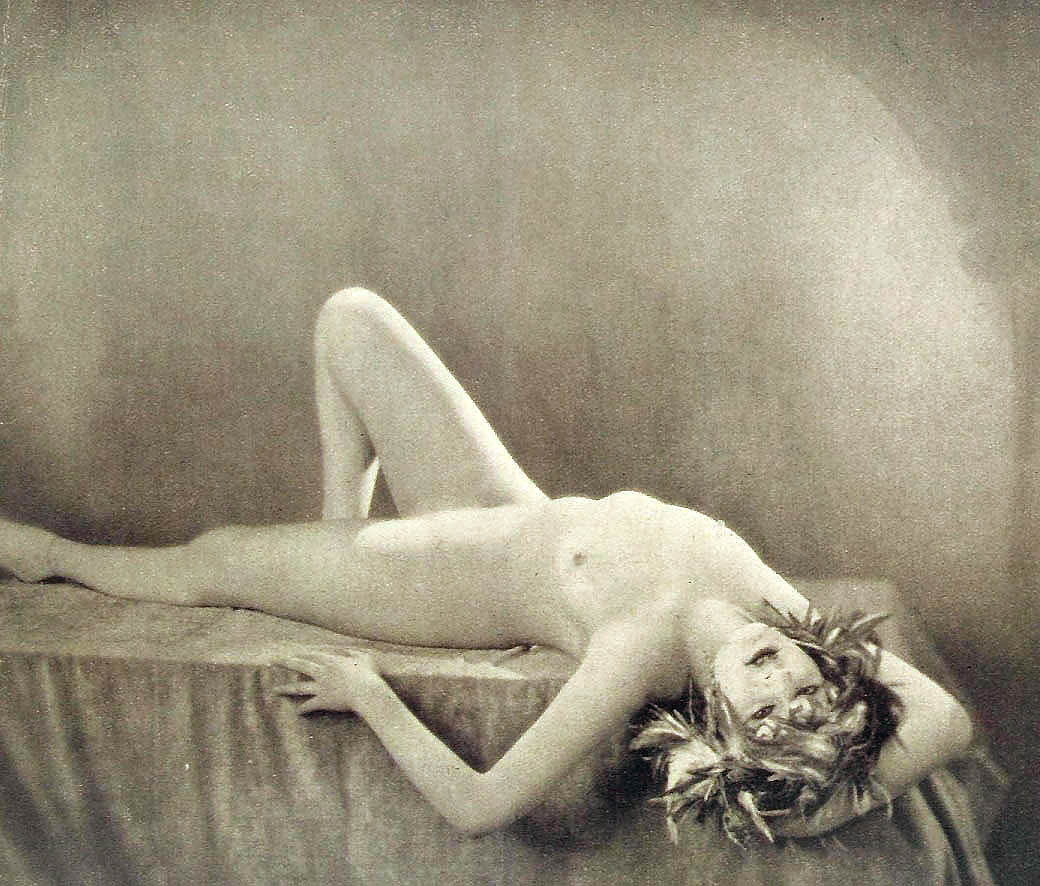
Anita Berber in una foto di Alexander Binder, ca 1921

All'età di 16 anni si trasferisce a Berlino dove, nel 1917, debutta come ballerina di cabaret. Nello stesso periodo intraprende una carriera di modella per riviste di moda come Die Dame e Elegante Welt. Comincia a danzare nuda nel 1919, è infatti la prima ballerina a danzare nuda nella Germania di Weimar. Diviene rapidamente celebre per il suo essere scandalosa, ambigua, bisessuale e per il suo smodato uso di droghe.
Danza spesso indossando un pesante trucco, che nelle foto in bianco e nero e nei film dell'epoca risulta di un nero intenso, sottolineando così le sue labbra sottili e i suoi occhi. Taglia i suoi capelli in un caschetto alla moda, che colora spesso di rosso, così come appare ritratta da Otto Dix nel celebre dipinto del 1925 "La ballerina Anita Berber".
Appare spesso nelle sue performance in compagnia dell'amico e talvolta amante Sebastian Droste, che possiamo vedere nel film Algol del 1920, caratteristico per i capelli pettinati all'indietro con abbondante brillantina e basette arricciate a formare dei tirabaci. In scena entrambi appaiono indossando null'altro che un perizoma, e Anita occasionalmente indossa un corsetto ben al disotto del petto, mettendo così in evidenza il suo piccolo seno.
Dal 1918 comincia a lavorare nel cinema e reciterà in una ventina di film muti, tra i quali alcune pellicole ascrivibili al genere espressionista e film di educazione sessuale diretti da Richard Oswald.
Nel 1922 Anita Berber viene richiesta da Fritz Lang nel film Il dottor Mabuse, in sostituzione della protagonista, l'attrice norvegese Aud Egede Nissen, nelle scene di danza: sul palcoscenico la danzatrice, di una figura più esile rispetto all'attrice, per pochi secondi mostra il seno, coprendolo subito con le mani.
La dipendenza della Berber dalla cocaina e la bisessualità di cui non fa mistero, diventano argomento di pettegolezzo pubblico. Si diceva fosse la schiava sessuale di una donna e avesse un'amante di 15 anni. La si può incontrare frequentemente nella Berlino di quegli anni nelle hall di alberghi, in nightclub e casinò coperta solamente di una elegante scialle di zibellino, con una scimmietta e una spilla d'argento contenente della cocaina.
Oltre ad essere una cocainomane la Berber era anche un'alcolista, ma all'età di 29 anni deve disintossicarsi improvvisamente e completamente. Riferisce Mel Gordon nella biografia The Seven Addictions and Five Professions of Anita Berber che le fu diagnosticata una galoppante tubercolosi durante una tournée all'estero.
Muore il 10 novembre 1928 nell'ospedale di Kreuzberg e viene sepolta al Cimitero di San Tommaso a Neukölln.

## Omaggi
- Nel 1987 Rosa von Praunheim ha girato il film Anita - Tänze des Lasters (letteralmente "Anita - la danza del vizio")[4] ispirato alla vita di Anita Berber.
- Nel 1991 la Deutsche Post ha dedicato a Otto Dix un francobollo commemorativo dove viene riprodotto il celebre ritratto "La ballerina Anita Berber" del 1925.
- La band Death In Vegas ha omaggiato Anita Berber con una canzone contenuta nell'album Satan's Circus.

## Filmografia
- Das Dreimäderlhaus, regia di Richard Oswald (1918)
- Dida Ibsens Geschichte, regia di Richard Oswald (1918)
- Die Prostitution, 1. Teil - Das gelbe Haus, regia di Richard Oswald (1919)
- Die Reise um die Erde in 80 Tagen, regia di Richard Oswald (1919)
- Peer Gynt, regia di Victor Barnowsky (1919)
- Peer Gynt - 2. Teil: Peer Gynts Wanderjahre und Tod, regia di Victor Barnowsky (1919)
- Anders als die Andern, regia di Richard Oswald (1919)
- Un affare misterioso (Unheimliche Geschichten), regia di Richard Oswald (1919)
- Yoshiwara, die Liebesstadt der Japaner, regia di Arthur Bergen (1920)
- Cagliostro (Der Graf von Cagliostro), regia di Reinhold Schünzel (1920)
- Nachtgestalten, regia di Richard Oswald (1920)
- Der Schädel der Pharaonentochter, regia di Otz Tollen (1920)
- Der Falschspieler, regia di Emil Justitz (1920)
- Verfehltes Leben, regia di Maurice Armand Mondet (1921)
- Lucifer, regia di Ernest Juhn (1921)
- Die Nacht der Mary Murton, regia di Friedrich Porges (1921)
- Die goldene Pest, regia di Louis Ralph, Richard Oswald (1921)
- Schminke, regia di Fritz Kaufmann (1922)
- Die vom Zirkus, regia di William Kahn (1922)
- Il dottor Mabuse (Dr. Mabuse, der Spieler - Ein Bild der Zeit), regia di Fritz Lang (1922)
- Im Kampf mit dem unsichtbaren Feind, regia di Erich Schönfelder (1922)
- Lucrezia Borgia, regia di Richard Oswald (1922)
- Wien, du Stadt der Lieder, regia di Alfred Deutsch-German (1923)
- Le tre Marie di don Giovanni di Marana (Die drei Marien und der Herr von Marana), regia di Reinhold Schünzel (1923)
- Irrlichter der Tiefe, regia di Fritz Freisler (1923)
- Tänze des Grauens, des Lasters und der Ekstase, regia di Fritz Freisler (1923)
- Ein Walzer von Strauß, regia di Max Neufeld (1925)